# (1180) Rita
(1180) Rita ist ein Asteroid des Hauptgürtels, der am 9. April 1931 von dem deutschen Astronomen Karl Wilhelm Reinmuth an der Landessternwarte Heidelberg-Königstuhl der Universität Heidelberg entdeckt wurde.
Der Asteroid trägt einen weiblichen Vornamen, der jedoch keiner speziellen Person zuzuordnen ist.